# Poassa limbata
Poassa limbata – gatunek kosarza z podrzędu Laniatores i rodziny Manaosbiidae. Jedyny znany przedstawiciel monotypowego rodzaju Poassa.

## Występowanie
Gatunek wykazany z Kostaryki.